# Црква Светих апостола Петра и Павла у Горњој Толиси
Црква Светих апостола Петра и Павла у Горњој Толиси, парохијска је православна црква у насељеном месту на територији општине Модрича, припада Епархији зворничко-тузланској Српске православне цркве.

## Толишка парохија
Толишку парохију при цркви у Горњој Толиси посвећену Светим апостолима Петру и Павлу чине села Горња Толиса, Горња Зелиња, Горње Кречане и Горњи Ријечани.

## Изградња и архитектура
Градња храма почела је 1929. године према пројекту Јеврејина Марка Прајса, а исте године су освештани и темељи храма. Нема података ко је освештао темеље. Храм је троносао 1934. године епископ зворничко-тузлански Нектарије Круљ.
Током Другог светског рата црква је претрпела мања оштећења. Обнављана је неколико пута током своје историје. Последња обнова извршена је 2010. године, где је након обнове освештао је 25. јула 2010. године епископ зворничко-тузлански Василије.
Нови иконостас од липовог дрвета израдио је Александар Нинковић из Модриче. Иконе на иконостасу живописала је Нина Петковић из Модриче, док иконе са старог иконостаса чувају се у просторијама Црквене општине Толиса. Храм је живописао Теодор Кесић из Београда.
Парохијске матичне књиге воде се од 1856. године. Недостају књиге за период од 1940. до 1955. године

## Филијални храмови
У оквиру парохије поред парохијске постоје још четири филијалне цркве:
- Црква Успења Пресвете Богородице у Горњој Зелињи, димензија је 10х5m. Градња је почела је 1965. године, али нема података ко је 29. маја исте године освештао темеље. Цркву је 28. септембра 1966. године освештао епископ зворничко-тузлански Лонгин Томић. Храм је обнављан неколико пута, а посљедњи пут 2012. године. Нови иконостас од липовог дрвета израдио је Александар Нинковић из Модриче, а иконе је живописала Нина Петковић из Модриче. На месту данашњег храма постојала је црква брвнара из 1880. године.
- Црква Светог апостола и јеванђелисте Марка у Горњим Кречанама, димензија је 8,5х5,5m. Градња је почела је 1990. године, а исте године темеље је освештао епископ зворничко-тузлански Василије. Исти епископ освештао је храм 1991. године. Током Одбрамбено-отаџбинског рата (1992—1995) оштећен је од стране муслиманске Армије БиХ. Црква је делимично живописана 1991. године.
- Црква Вазнесења Господњег у Горњим Ријечанима, димензија је 13,5х7m. Градња је почела 2001. године на земљишту  које даровао је Димитрије Петковић из Горњих Ријечана. Темеље је освештао 10. марта 2002. године епископ зворничко-тузлански Василије. Исти епископ освештао је храм 2006. године. Иконостас од ораховине израдили су Александар Нинковић и Чедо Станковић из Модриче. Иконе на иконостасу живописала је Нина Петковић из Модриче.
- Црква Часнога крста Господњег у селу Горња Зелиња, на локацији Сплетена липа (у изградњи). Храм је димензија 6х4m. Градња је почела 2008. године. Ктитори овога храма су Зоран Драгановић, Жељко Ковачевић и Тривун Дамјановић, сви из Горње Зелиње. Иконостас од липовог дрвета израдио је Саво Гајић из Модриче.